# Calicule gustatif

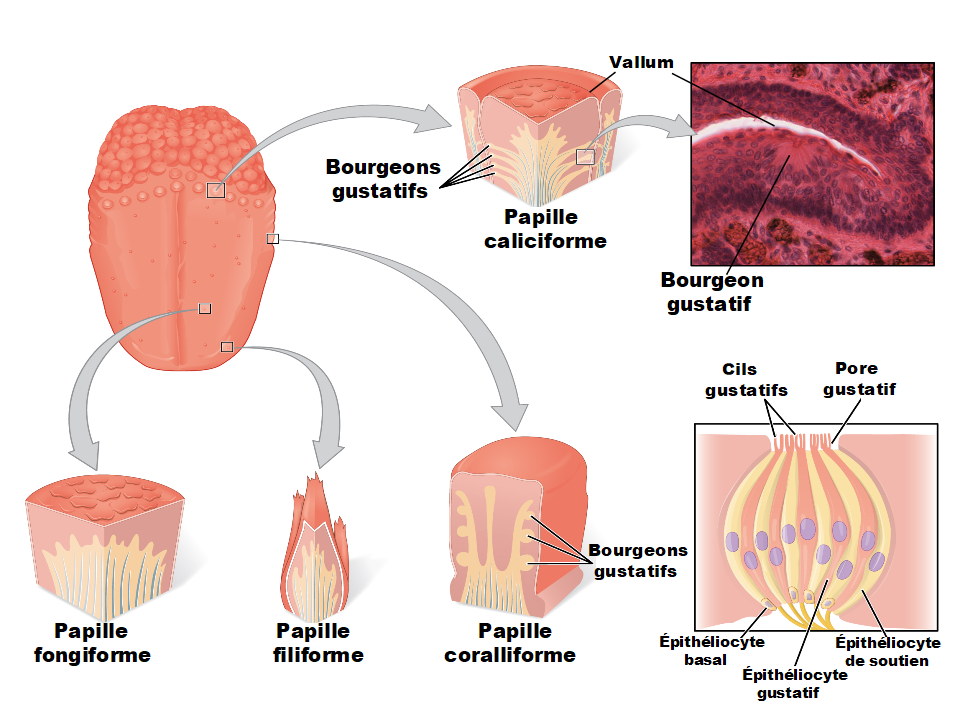
Langue, papilles, calicules et cils gustatifs.

Le calicule gustatif est l'organe récepteur du goût,. Il est aussi appelé bourgeon gustatif, bourgeon du goût et plus anciennement corpuscule de Schwalbe,. Le calicule gustatif est inclus dans les papilles qui tapissent la langue. Il est conique ou ovoïde et constitué d'une cinquantaine de cellules sensorielles gustatives, et de cellules de soutien de l'organite. Les cellules gustatives sont dressées vers la surface du calicule et se terminent chacune par une petite villosité appelée aussi cil ou poil gustatif. Les poils gustatifs d'un calicule se regroupent et apparaissent à la surface du calicule à travers le pore gustatif faisant ainsi surface sur l'épithélium de la langue. Il en va de même dans les quatre types de papilles de la langue. Les poils gustatifs sont donc stricto sensu les récepteurs gustatifs. Enfin le calicule comporte des cellules basales à sa périphérie, ces dernières produisent les cellules de soutien qui elles-mêmes deviennent des cellules gustatives, d'une durée de vie d'une dizaine de jours. Ce cycle de vie très bref favorise la réparation de la capacité sensorielle gustative après une destruction par brûlure par exemple.
Chez l'humain, il existe environ un demi-million de récepteurs gustatifs regroupés dans quelques 10 000 calicules gustatifs. Si 75 % de ces calicules sont logés dans les papilles gustatives de la langue, environ 25 % sont répartis dans d'autres régions buccales, comme sur la muqueuse des joues, des gencives, du palais et de la luette.